# Чэн Маоюнь
Чэн Маоюнь (кит. упр. 程懋筠, пиньинь Chéng Màoyún; 1900—1957) — китайский композитор и профессор Национального Центрального университета и Общественного университета Гуанчжоу Ханчжоу 杭州社會大學). Автор Национального гимна Китайской Республики.
Родился в 1900 году в уезде Синьцзянь Наньчанской управы провинции Цзянси, в семье должностных лиц. Музыкальное образование он получил в Высшем педагогическом училище провинции Цзянси (江西省立高等師範學校) и Музыкальной академии Уэно (上野音樂學院) в Токио. Он изучал скрипку, музыкальную теорию и музыкальную композицию. В 1928 году была принята предложенная им мелодия «Трех народных принципов». В 1947 году он отправился на Тайвань, где Сяо Эрхуа (蕭而化 Xiāo Érhuà), руководитель Музыкального колледжа при Тайваньском провинциальном педагогическом университете предложил Чэн Маоюню место в учреждении, но тот отказался. Он уже никогда не возвращался на Тайвань снова. В 1951 году в Сиане с ним случился удар, а 31 июля 1957 года он умер от второго удара.
Официальный гимн Национального центрального университета, ныне находящегося на Тайване, также создан Чэн Маоюнем.
Его жена и сын также были музыкантами. Чжан Юньчжэн (张咏真), жена Чэня, была профессором Сианьской музыкальной академии. Его сын, Чжан Чэньнань (张坚男), родившийся в 1945 году, также стал композитором.